# Renieblas
Renieblas é um município da Espanha, na província de Sória, comunidade autónoma de Castela e Leão. Tem 36,23 km² de área e em 2021 tinha 111 habitantes (densidade: 3,1 hab./km²). Pertence à comarca de Campo de Gómara, e limita com os municípios de Alconaba, Velilla de la Sierra, Buitrago, Fuentelsaz de Soria, Los Villares de Soria, Almajano, Aldehuela de Periáñez e Candilichera.